# Manhunt (film, 2017)
Pour les articles homonymes, voir Manhunt.
Pour plus de détails, voir Fiche technique et Distribution.
Manhunt (chinois : 追捕 ; pinyin : Zhuībǔ) est un film sino-hongkongais réalisé par John Woo et sorti en 2017. Il s'agit d'une adaptation cinématographique du roman Kimi yo Fundo no Kawa o Watare de Jukô Nishimura.

## Synopsis
Accusé d'un meurtre qu'il n'a pas commis, un procureur (Zhang Hanyu) est traqué sans relâche par un policier très tenace (Masaharu Fukuyama).
Du Qiu est un avocat chinois qui a vaincu de nombreuses actions en justice intentées contre son employeur Tenjin Pharmaceuticals, mais qui est maintenant transféré aux États-Unis par sa direction. Il assiste à une soirée au cours de laquelle le président de la société, Yoshihiro Sakai, nomme son fils Hiroshi à la tête du développement de nouveaux produits pharmaceutiques. À la fête, Du Qiu rencontre une femme à moitié chinoise, Mayumi, mais perd sa trace. Sakai dit à une femme mystérieuse de séduire Du Qiu pour rester au Japon. Elle danse avec lui à la fête puis se faufile chez lui avant qu'il n'arrive plus tard.
Du Qiu se réveille pour retrouver l'inconnue morte dans son lit. Du Qiu appelle la police et insiste sur son innocence. Alors qu'il est emmené, le policier corrompu Mamoru Ito lui offre la possibilité de s'échapper en tirant sur un autre policier. Du Qiu perd la police en empruntant un tunnel de métro devant une rame de métro en mouvement et en sortant par une sortie d'une station encore en construction. Yamura et sa nouvelle partenaire Rika suivent l'intuition de Yamura au même endroit, où ils trouvent Du Qiu déguisé en ouvrier. Yamura attrape son arme mais Du Qiu pose une arme à ongles sur la tête de Rika. Yamura rend son arme et échange pour Rika. Du Qiu et Yamura s'éloignent mais percutent une cage de colombe, envoyant les oiseaux blancs voler partout alors qu'ils se battaient. Du Qiu s’échappe et se cache dans un bidonville où des gens sont recrutés pour participer à des tests de dépistage de drogue effectués par Tenjin. M. Sakaguchi, un homme âgé, et d'autres habitants l'aident à se soustraire à la police lors d'une perquisition.
L'assassin Rain est engagé pour tuer Du Qiu mais elle le reconnaît comme un homme qui l'avait déjà aidée lorsqu'elle avait été menacée par un gang. Elle rate donc intentionnellement le coup de feu avec son fusil de précision, au grand dam de son ennui, Dawn. Yamura poursuit Du Qiu dans une course-poursuite en jet-réaction à grande vitesse et lorsque celui-ci cesse de courir, il franchit Yamura sur un pont pour s'échapper. Mayumi le rencontre là-bas et ils s'enfuient ensemble.
Mayumi explique que son fiancé décédé s'est tiré une balle le jour de leur mariage après avoir perdu une bataille juridique contre Tenji en raison des compétences juridiques de Du Qiu. Elle lui montre le parc où le mariage a eu lieu alors que Rain et Dawn arrivent en moto à Du Qiu. Yamura arrive et se rend à Dawn, puis poursuit Du Qiu et Mayumi dans une poursuite en voiture à grande vitesse jusqu'à ce que Du Qiu se bloque, renversant la voiture. Yamura aide Du Qiu à tirer Mayumi de l'épave, puis se menotte à Du Qiu et elles courent des sœurs dans les bois, où Mayumi dit à Yamura qu'elle était avec Du Qiu au moment du meurtre. Ils s'enfuient vers la ferme de Mayumi, où ils se défendent dans une fusillade contre les sœurs poursuivantes, accompagnés par une bande de motards armés. Pendant la bataille, ils endommagent la robe de mariée de Mayumi, encore recouverte du sang de son fiancé depuis ce jour. Ils sont poursuivis à l'extérieur, où ils sont témoins de l'injection de drogues dans Dawn afin de pouvoir continuer à se battre malgré ses blessures. Elle s’écroule puis meurt dans les bras de Rain après avoir déclaré que les drogues étaient trop fortes. Rika les conduit à l'hôpital, où Yamura lui dit de retirer les menottes et laisse Du Qiu s'échapper.
Mamoru Ito est révélé comme étant celui qui a organisé l'assassinat pour que Du Qiu ait l'air coupable afin de dissimuler le véritable meurtrier, Hiroshi, le fils de Yoshihiro Sakai. Il demande de l'argent à Yoshihiro Sakai mais se fait tirer dessus par Rain. Rika a analysé les drogues abandonnées par Ito et a découvert qu'elles étaient un puissant stimulant. Mayumi appelle Rika et lui donne la formule secrète du médicament pour lequel son fiancé a été tué, mais est ensuite capturé par Rain.
M. Sakaguchi aide Du Qiu à monter à bord d'un camion transportant des sujets de test dans les laboratoires de Tenjin, où des tests pénibles sont effectués. M. Sakaguchi reçoit une drogue qui en fait un tueur implacable. Il tue plusieurs des autres prisonniers avant de supplier Du Qiu de le tuer puis de s'empaler sur un bâton pointu. Yoshihiro Sakai assure à un investisseur étranger que son nouveau médicament permet de contrôler l'esprit du sujet afin de créer une machine à tuer plus contrôlable. Il reconnaît Du Qiu et le met dans une machine pour tester sa résistance à la douleur. Yamura arrive et propose de raconter la formule aux Sakais en échange de Du Qiu. Rain, contrariée par le traitement réservé à sa sœur par Tenjin, libère Mayumi. Yoshihiro donne la nouvelle drogue à Du Qiu et l'oblige à combattre Yamura mais Yamura le convainc de résister à la drogue et ils s'unissent pour combattre les gardes. Yoshihiro ordonne à Rain de les tuer mais elle tire sur les gardes. Hiroshi s’injecte le nouveau médicament pour prouver ses effets et continue à se battre même après avoir été touché à plusieurs reprises par Yamura et Du Qiu. Il commence à étrangler Mayumi mais se fait tirer dessus par Yamura. En mourant, il avoue que Du Qiu s'est présenté au mauvais moment après le meurtre de la femme par Hiroshi. Il se jette à Yamura, qui lui tire dessus plusieurs fois jusqu'à ce qu'il soit mort. Yoshihiro tire sur Rain et Du Qiu mais est ensuite abattu par eux et Yamura. Du Qiu dit à Rain de rester forte mais au moment de sa mort, elle insiste pour que les vieux films se terminent toujours ainsi. Yoshihiro dit qu'il va être avec son fils et se tire une balle dans la tête. À ce moment, Rika arrive avec la police pour secourir les survivants et Yamura lui donne un échantillon de la drogue qu'il a saisie au laboratoire. La scène finale montre Yamura dans une gare en train de faire ses adieux à Du Qiu "pour un meilleur lendemain".

## Fiche technique
Sauf indication contraire, les informations mentionnées dans cette section peuvent être confirmées par la base de données cinématographiques IMDb,  présente dans la section « Liens externes ».
- Titre original : chinois : 追捕 ; pinyin : Zhuībǔ
- Titre francophone et international anglophone : Manhunt
- Réalisation : John Woo
- Scénario : John Woo, d'après le roman Kimi yo Fundo no Kawa o Watare de Jukô Nishimura
- Direction artistique : Shinsuke Kojima
- Décors : Yohei Taneda
- Costumes : Kumiko Ogawa
- Photographie : Takuro Ishizaka
- Montage : Lee Ka Wah
- Musique : Tarô Iwashiro
- Production : Gordon Chan

Producteur délégué : Peter Lam
- Société de production : Media Asia Entertainment Group
- Société de distribution : Clover Films (Singapour)
- Budget : 50 millions de dollars[2]
- Pays de production :  Chine,  Hong Kong
- Langue originale : japonais, mandarin
- Format : couleur
- Genre : action, thriller
- Durée : 106 minutes
- Dates de sortie[3] :
  - Canada : 7 septembre 2017 (festival international du film de Toronto 2017 - Special Presentations)
  - Italie : 8 septembre 2017 (Mostra de Venise 2017[1])
  - Hong Kong : 23 novembre 2017
  - Chine : 24 novembre 2017
  - France : 7 février 2019 (vidéo à la demande[4])
  - France : 8 février 2019 (DVD)

## Distribution
- Zhang Hanyu : le procureur Du Qiu
- Masaharu Fukuyama : le détective Satoshi Yamura
- Ha Ji-won : Rain
- Angeles Woo : Dawn
- Jun Kunimura : Yoshihiro Sakai
- Qi Wei : Mayumi
- Nanami Sakuraba : Rika
- Hiroyuki Ikeuchi : Hiroshi Sakai
- Tao Okamoto : Kiko Tanaka
- Yasuaki Kurata : Hideo Sakaguchi
- Naoto Takenaka : Mamoru Ito
- Takumi Saito: le kidnappeur

## Production

### Genèse et développement
Après le décès de l'acteur Ken Takakura en 2014, John Woo cherche un projet de film pour lui rendre hommage. Il est alors contacté par Peter Lam de Media Asia Entertainment Group, lui demandant s'il souhaite réaliser un remake de Kimi yo fundo no kawa wo watare (1976, Jun'ya Satō) sorti aux États-Unis sous le titre de Manhunt. Le film mettait en scène Ken Takakura et était une adaptation cinématographique du roman Kimi yo Fundo no Kawa o Watare de Jukô Nishimura.
John Woo décide alors de signer une nouvelle adaptation de l’œuvre expliquant « Ken Takakura est l'un de mes acteurs favoris dans le monde. C'était mon idole et il a influencé beaucoup de mes films. L'image de Chow Yun-fat dans Le Syndicat du crime a été inspirée par l'image et le style de Takakura. Je voulais faire un film dédié à Ken Takakura ». Le réalisateur-scénariste affirme par ailleurs que Manhunt marque un retour à un style proche de ses anciens films, surtout The Killer (1989).
Le film est produit par Gordon Chan et la société Media Asia Entertainment Group. Il n'est pas produit par la société de John Woo, Lion Rock Productions, qui a fait faillite à la suite de l'échec du précédent film du réalisateur, The Crossing (2014).

### Tournage
Le tournage débute en juin 2016. Il commence par une cérémonie traditionnelle japonaise kagami biraki avec toute l'équipe du film ainsi que des officiels du gouvernement local d'Osaka. Le tournage a également lieu à Tokyo et Hakata-ku.

## Sortie

### Présentations et dates de sortie
Manhunt est présenté en séance spéciale le 7 septembre 2017 au festival international du film de Toronto 2017, suivie par une première plus médiatisé le 8 septembre 2017 à la Mostra de Venise 2017. Il sort en salles à Hong Kong le 23 novembre 2017 et en Chine le 24 novembre 2017. Il est diffusé sur Netflix dans certains pays en mai 2018. Le 8 février 2019, le film sort en France en DVD et Blu-ray chez HK Vidéo, le lendemain de sa sortie en vidéo à la demande.

### Accueil critique et commercial
Le film reçoit des critiques assez positives. Sur l'agrégateur américain Rotten Tomatoes, il récolte 69% d'opinions favorables pour 29 critiques et une note moyenne de 6,2⁄10. Sur Metacritic, il obtient une note moyenne de 68⁄100 pour 14 critiques.
Le film ne rapporte que 18 339 343 $ dans le monde lors de son exploitation en salles.